# Karl Sattler (Politiker, 1850)
Karl Heinrich Christian Sattler (* 26. Januar 1850 in Varrel; † 13. Juli 1906 in Berlin) war ein deutscher Archivar und nationalliberaler Politiker. Er war der Sohn des evangelischen Pfarrers Hermann Christian Sattler und seiner in England geborenen Mutter Caroline Rambke.

## Leben
Sattler wurde 1873 Hilfslehrer an einem Gymnasium in Göttingen. Ein Jahr später wurde er Archivaspirant beim Staatsarchiv Magdeburg. In den folgenden Jahren arbeitete er an verschiedenen staatlichen Archiven und stieg bis 1876 zum Archivsekretär in Königsberg auf. Im Jahr 1879 wurde Sattler kommissarischer Leiter des Staatsarchivs in Posen. Von Februar 1880 bis September 1888 war er Archivar am Staatsarchiv Hannover, ehe er 1888 zum Staatsarchivar im Geheimen Staatsarchiv Berlin bestellt wurde. Im selben Jahr erfolgte die Ernennung zum Archivrat. Sattler wurde 1896 zweiter Direktor der preußischen Staatsarchive.
Politisch war Sattler ein führender Politiker der nationalliberalen Partei. Er war Mitglied des Vorstandes beziehungsweise des Zentralvorstandes.
Zwischen 1884 und 1888 sowie ab 1898 war er Mitglied des Reichstages. Von 1886 bis zu seinem Tod war Sattler zudem Mitglied des Preußischen Abgeordnetenhauses, in dem er den Wahlkreis Stadt Hannover vertrat.

## Schriften
- Das Schuldenwesen des preussischen Staates und des Deutschen Reiches. Cotta, Stuttgart 1893
- Die Thätigkeit des Reichstags seit 1887 / Reden der Herrn Reichstagsabgeordneten Dr. (A.) Buhl und des. Herrn Landtagsabgeordneten Dr. Sattler in der Landesversammlung der Nationalliberalen Partei in der Provinz Hannover. Berlin 1890
- Hrsg.: Handelsrechnungen des Deutschen Ordens. Duncker & Humblot, Leipzig 1887
- Mitarb.: Urkundenbuch zur Geschichte der Herzöge von Braunschweig und Lüneburg und ihrer Lande. Hannover 1883